# Poper se s tím!
Poper se s tím! (v anglickém originále Just Roll with it) je americký komediální televizní seriál, který vytvořili Adam Small a Trevor Moore. Jeho první díl měl premiéru 14. června 2019 na Disney Channel.

## Synopse
Rodina Bennett-Blattů se schází a učí se spolu vycházet ve svém novém životě, bez ohledu na to, jak se liší. Musí také čelit šíleným výzvám, které si vybere živé publikum ve studiu.

## Obsazení

### Hlavní role
| Ramon Reed    | Owen Blatt (český dabing: Matěj Havelka)          |
| Kaylin Hayman | Blair Bennett (český dabing: Klára Nováková)      |
| Suzi Barrett  | Rachel Bennett (český dabing: Martina Kechnerová) |
| Tobie Windham | Byron Blatt (český dabing: Filip Švarc)           |
| JC Currais    | Tha Gator (od 2. řady)                            |

### Vedlejší role
| Lela Brown        | DJ Lela B                                     |
| Michael Lanahan   | Pan Penworth                                  |
| Candace Kozak     | Ruth Buth (český dabing: Karolína Křišťálová) |
| JC Currais        | Tha Gator (1. řada)                           |
| John Ratzenberger | Děda Bennett (2. řada)                        |

### Speciální hosté seriálu
| John Michael Higgins | Rober         |
| Raven-Symoné         | Betsy Hagg    |
| Miranda May          | Paní Polopmus |
| Issac Ryan Brown     |               |
| Ruby Rose Turner     |               |
| Ruth Righi           |               |
| Kylie Cantrall       | Zombie        |
| John Pemberton       | Lil Pouty     |
| Charles Shaughnessy  | Pan Gooch     |

## Vysílání
| Řada | Díly | Premiéra v USA    | Premiéra v USA  | Premiéra v ČR   | Premiéra v ČR   |
| Řada | Díly | První díl         | Poslední díl    | První díl       | Poslední díl    |
| ---- | ---- | ----------------- | --------------- | --------------- | --------------- |
| 1    | 22   | 14. července 2019 | 8. března 2020  | 16. března 2020 | 5. června 2020  |
| 2    | 21   | 15. března 2020   | 14. května 2021 | 1. února 2021   | 28. května 2021 |